# Bitioug
La Bitioug (en russe : Битюг ; en anglais, Bityug) est une rivière de Russie et un affluent de la rive gauche du Don.

## Géographie
Elle coule dans les oblasts de Voronej et de Tambov. La Bitioug est longue de 379 km, draine un bassin versant de 8 840 km2 et a un débit moyen de 18,2 m3/s. Plus de 400 lacs parsèment son bassin. Elle a un régime nival. Elle est gelée de la mi-décembre à la fin mars.
La Bitioug arrose les localités de Novopokrovka, Mordovo, Ertil, Anna, Talovaïa et Bobrov.